# Alexi Kaye Campbell
Alexi Kaye Campbell, all'anagrafe Alexi Komondouros (Atene, 1966) è un drammaturgo, sceneggiatore e attore greco naturalizzato britannico.

## Biografia
Nato ad Atene figlio di madre britannica e padre greco, Kaye Campbell studiò letteratura inglese e americana all'Università di Boston, prima di studiare recitazione alla Webber Douglas Academy of Dramatic Art. Esordì nel mondo del teatro nelle vesti di attore, recitando per prestigiosi compagnie come la Royal Shakespeare Company e in teatri importanti come il Royal Court Theatre e il Chichester Theatre Festival. Recitò anche in diverse serie televisivi britannici.
Nel 2008 esordì come drammaturgo con Death in Whitbridge, mentre nel 2009 ottenne un grande successo con la sua pièce in The Pride; la pièce gli valse il Laurence Olivier Award e fu rappresentata anche in Italia nel 2010. Da allora ha scritto altre quattro opere teatrali: Apologia (2009), The Faith Machine (2011), Bracken Moor (2013) e Sunset at the Villa Thalia (2016). Nel 2015 fece il suo esordio cinematografico come sceneggiatore, scrivendo il film Woman in Gold con Helen Mirren.

## Vita privata
È dichiaratamente omosessuale e impegnato in una relazione con il regista Dominic Cooke dal 1997.

## Filmografia

### Attore

#### Cinema
- Star Wars: Episodio I - La minaccia fantasma (Star Wars: Episode I - The Phantom Menace), regia di George Lucas (1999)
- Possession - Una storia romantica (Possession), regia di Neil LaBute (2000)

#### Televisione
- Highlander - serie TV, 1 episodio (1997)
- Bugs - Le spie senza volto - serie TV, 1 episodio (1998)
- Metropolitan Police - serie TV, 1 episodio (1998)
- Jack Frost - serie TV, 1 episodio (1999)
- Poirot - serie TV, 1 episodio (2001)
- Waking the Dead - serie TV, 2 episodi (2004)
- Coronation Street - serie TV, 5 episodi (2005)

### Sceneggiatore
- Woman in Gold, regia di Simon Curtis (2015)

## Doppiatori italiani
- Saverio Indrio in Possession - Una storia romantica